# Georgia Jazz Club

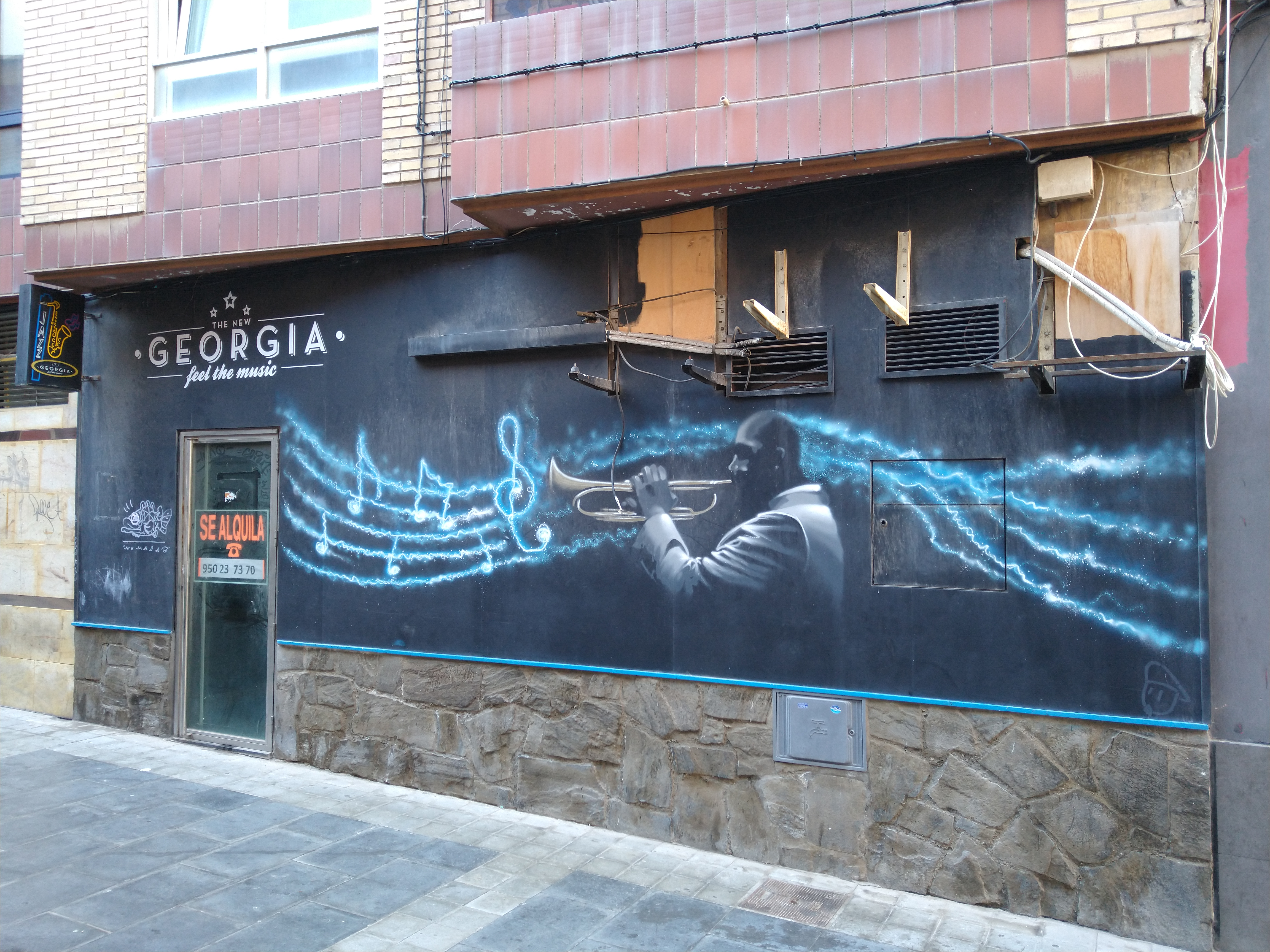
La entrada al local en 2020.

El Georgia Jazz Club, fundado y anteriormente regentado por Serafín Cid (alias «el Sera»), fue un local de jazz almeriense.

## Historia
El local es creado en Almería, España, en la década de los 80 con intención de ofrecer música de calidad a los aficionados del jazz. Acogió a músicos conocidos a nivel nacional como Chano Domínguez, Jorge Pardo, Carlos González, Abdu Salim, Malik Yakub, Stephen Frankevitch, OCQ, Scorecrackers, Lou Bennett o Ximo Tebar. También, tras las actuaciones en los festivales de la ciudad, se han acercado por allí músicos como Paquito D´Rivera y otros participantes. 
También acogió a músicos locales, entre los que destacan el Indal Jazz, en sus diferentes formaciones, con Paco Rivas, Chipo Martínez, Lito Vergara, Alberto Bonilla y José Ramón Granados.